# Jan Strządała
Jan Strządała, ps. „Jan Strehl”, „Dawid Glen” (ur. 4 lutego 1945 w Wiśle) – polski poeta, społecznik, organizator.

## Życiorys
Studiował na Wydziale Lekarskim Akademii Medycznej w Łodzi (1961–1967). Po przerwanych studiach podjął twórczość literacką utrzymując się z pracy zarobkowej w różnych zawodach. Jako poeta debiutował w 1969 w Warszawie tomikiem Przegrany semestr pod pseudonimem „Jan Strehl”.
W latach 1970–1977 pracował w Instytucie Wydawniczym „PAX” w Warszawie. W czasie stanu wojennego przewodził Gliwickiej Grupie Literackiej, której był założycielem. Od 1985 do 1991 był pracownikiem Polskiej Akademii Nauk. W latach 1993–1996 prezesował Oddziałowi Katowickiemu Stowarzyszenia Pisarzy Polskich (SPP), którego prezesem honorowym, jest  obecnie. W latach 1999–2002 wiceprezes ZG SPP w Warszawie. Pełni funkcję prezesa Klubu Związków Twórczych w Gliwicach. Jest członkiem Stowarzyszenia Autorów ZAiKS. Bierze aktywny udział w realizacji wielu krajowych i zagranicznych imprez literackich. 29 maja 2022 r. został ponownie wybrany wiceprezesem Zarządu Głównego Stowarzyszenia Pisarzy Polskich na kadencję 2022–2025.
Twórczość Jana Strządały recenzowały m.in.: „Twórczość”, „Kultura”, „Tygodnik Kulturalny”, „Odra”, „Przekrój”, „Poglądy”, „Przegląd Artystyczno Literacki”, „Przegląd Powszechny”, „Nowe Książki”, Polskie Radio i TVP.
Polska Bibliografia Literacka publikuje wykaz wybranych wydawnictw książkowych oraz wierszy poety za lata 1989–2012. Ponadto twórczość Strządały pojawiła się w około 70 publikacjach rozproszonych (wiersze, eseje), w kilkunastu czasopismach społeczno-kulturalnych, literackich i artystycznych oraz w Polskim Radiu i TVP. Jego wiersze były tłumaczone na wiele języków: rosyjski, niemiecki, czeski, angielski, włoski, hebrajski i esperanto.

## Wybrane publikacje
1. Przegrany semestr (ps. Jan Strehl), PAX, Warszawa 1969
2. Słoneczna noc, Czytelnik, Warszawa 1983, ISBN 83-07-00859-X.
3. Trudna galaktyka, Czytelnik, Warszawa 1988, ISBN 83-07-01872-2.
4. Szept igły w otwartej żyle, Wyd. SPP, Katowice 1993, ISBN 83-901251-1-0.
5. Pochylone niebo, Wyd. Latona, Warszawa 1994, ISBN 83-85449-21-3.
6. Nieobecna noc, Wyd. Baran & Suszczyński, Kraków 1997, ISBN 83-85109-73-0.
7. Naga sukienka, Wyd. Baran & Suszczyński, Kraków 2001, ISBN 83-88575-15-5.
8. Tajemnica, Wyd. Miniatura, Kraków 2003, ISBN 83-7081-454-9.
9. Światło i ciało, Wyd. Miniatura, Kraków 2004, ISBN 83-7081-550-2.
10. Noc co noc, Wyd. Miniatura, Kraków 2005, ISBN 83-7081-787-4.
11. Młode słowa, Wyd. Miniatura, Kraków 2007, ISBN 978-83-7081-826-5.
12. Delikatne miejsce, Wyd. Unibook, 2009
13. Ciemnooka,(ps. Dawid Glen), wyd. e-bookowo.pl 2010, ISBN 978-83-61184-75-1.
14. Ciemnooka (ps. Dawid Glen), Wrocław 2010, wyd. II, ISBN 978-83-930391-0-4.
15. Wiersze I, Wyd. Biblioteka Śląska, Katowice 2012, ISBN 978-83-60209-81-3.
16. Wiersze II, Wyd. Biblioteka Śląska, Katowice 2012, ISBN 978-83-60209-80-6.
17. Pamięć ciała bawi się moim sercem, Gliwice 2014, ISBN 978-83-930391-1-1.
18. Koraliki, wyd. Arka 2015, Gliwice 2015, ISBN 978-83-930391-2-8.
19. Z płaczu cię podniosę, wyd. Arka 2015, ISBN 978-83-930391-6-6.
20. La Memoria del corpo giocca con il cuore mio, edycja polsko-włoska, wyd. EGO, Katowice 2018, ISBN 978-83-916428-7-0.
21. Ti Sollevero dal Pianto edycja polsko-włoska, wyd. Arka 2015, Gliwice 2019, ISBN 978-83-930391-7-3.
22. Ułamek wyd. Arka 2015, Gliwice 2019, ISBN 978-83-930391-9-7.
23. Z ciemności ciała, Stowarzyszenie Pisarzy Polskich Oddział Kraków, Kraków 2021, ISBN 978-83-961567-3-0.
24. Milczenie, Wydawnictwo Biblioteki Śląskiej, Katowice 2021, ISBN 978-83-64210-98-3.

### Publikacje w edycjach zbiorowych
- Jaszczurowy laur, Kraków, 1980
- I Gliwickie Konfrontacje Literackie, 1981
- Łódzka Wiosna Poetów, Warszawa, 1985
- Antologia liryki polskiej..., Wrocław, 1992
- III Gliwickie Konfrontacje Literackie, Gliwice, 1995
- 4 Meeting Internationale Di Poeti Ed Artisti Europei
- ASS.d’Europa P.Tomażić, Treviso, 1993, Italia
- Różnorodność Inspiracji Kulturowych w Literaturze, Wyd. SPP, Katowice, 1995
- Geny, Wyd. SPP, Katowice 1999
- Między spojrzeniem a spojrzeniem – Antologia Wierszy Polish American Poets Academy New Jersey 2013, USA
- W łańcuchy zakute marzenia – Antologia Wierszy Polish American Poets Academy NJ 2013, USA
- Jaskółki brwi w pół uniesione – Antologia Wierszy Polish American Poets Academy NJ 2013, USA
- Trzy Dekady – Antologia XXX-lecia Stowarzyszenia Pisarzy Polskich Oddziału Śląskiego w Katowicach, wyd. Biblioteka Śląska 2020, Katowice

## Ważniejsze nagrody
(wg źródła)
- 1996 i 2005 – nagroda prezydenta Gliwic w dziedzinie kultury za twórczość poetycką
- 1998 – nagroda specjalna Przewodniczącego Zarządu Regionu Śląsko-Dąbrowskiego NSZZ „Solidarność” za całokształt twórczości
- 2005 – Złoty Krzyż Zasługi za zasługi dla kultury polskiej[4]
- 2011 – brązowy Medal „Zasłużony Kulturze Gloria Artis”[5]
- 2020 – srebrny Medal „Zasłużony Kulturze Gloria Artis”[5]
- 2021 – Krzyż Kawalerski Orderu Odrodzenia Polski za wybitne osiągnięcia w pracy literackiej i artystycznej, za popularyzowanie polskiej literatury i kultury[6]
- V 2013 – Literacy Exelence Award w konkursie Jana Pawła II, Polish American Poets Academy Wallington (New Jersey)
- IX 2013 – Literacy Exelence Award w konkursie na wiersz patriotyczny, Polish American Poets Academy Wallington (New Jersey)